# Thanh Tùng
Thanh Tùng (15 tháng 9 năm 1948 – 15 tháng 3 năm 2016) là một nhạc sĩ người Việt Nam. Ông có nhiều ca khúc nhạc trẻ được yêu thích.

## Tiểu sử
Ông tên đầy đủ là Nguyễn Thanh Tùng, sinh ngày 15 tháng 9 năm 1948 tại Nha Trang, thuộc tỉnh Khánh Hòa. Năm 6 tuổi ông theo cha mẹ tập kết ra Bắc và lớn lên tại Hà Nội. Sau đó ông sang học tại Nhạc viện Bình Nhưỡng, Triều Tiên và tốt nghiệp năm 23 tuổi.
Từ năm 1971 đến 1975, Thanh Tùng là chỉ huy dàn nhạc Đài Tiếng nói Việt Nam II. Sau 1975, Thanh Tùng về sống tại Thành phố Hồ Chí Minh và là người có công xây dựng Dàn nhạc nhẹ Đài Truyền hình Thành phố Hồ Chí Minh và khai sinh nhóm hợp ca Những làn sóng nhỏ. Ông còn chỉ huy hợp xướng và chỉ đạo nghệ thuật Đoàn Ca múa Bông Sen. Thanh Tùng cũng là người đầu tiên đưa nhạc nhẹ chuyển soạn các ca khúc thành nhạc không lời như "Con kênh xanh xanh" của Ngô Huỳnh, "Cánh chim báo tin vui" của Đàm Thanh...
Năm 1975, Thanh Tùng viết ca khúc đầu tay "Cây sầu riêng trổ bông" cho một vở cải lương. Từ đó, ông đã viết hơn 200 bài hát. Nhiều sáng tác của ông được giới trẻ yêu thích như "Hát với chú ve con", "Hoàng hôn màu lá", "Chuyện tình của biển", "Lời tỏ tình của mùa xuân", "Ngôi sao cô đơn", "Câu chuyện nhỏ của tôi", "Hoa tím ngoài sân", "Em và tôi", "Phố biển", "Mưa ngâu", "Lối cũ ta về".
Ông từng công tác tại Hội Âm nhạc Thành phố Hồ Chí Minh. Nhạc sĩ có ba người con (2 trai, 1 gái): con trai cả là Nguyễn Thanh Bách, con trai thứ là Nguyễn Thanh Thông, cô con gái út là Nguyễn Thị Bạch Dương. Hiện con cái của Nhạc sĩ đều là những doanh nhân thành đạt ở Việt Nam. Chính ông cũng là một doanh nhân, khi đầu tư kinh doanh nước khoáng, nhà hàng, khách sạn và bất động sản. Ông còn sở hữu một vũ trường. Vào tháng 7 năm 1998, ông mở một nhà hàng mang tên Sinh Đôi tại Thành phố Hồ Chí Minh.
Vào năm 2008, ông không còn đi lại được sau một cơn tai biến bất ngờ. Ông còn bị liệt bên phải, mất khả năng nói, bị tiểu đường và thận. Ông qua đời vào ngày 15 tháng 3 năm 2016 tại Bệnh viện Bạch Mai, Hà Nội. Nơi an nghỉ của ông tại Công viên Thiên Đức (Vĩnh Hằng Viên – tỉnh Phú Thọ).

## Nhận xét
| “           | Tôi luôn nghĩ đến nhạc của anh Thanh Tùng, như con người của anh ấy, là một điệu trưởng sang trọng. Ở trong nhạc có hai điệu là điệu trưởng và điệu thứ. Điệu trưởng thường là vui, hồn nhiên và điệu thứ thì buồn thảm, cô đơn. Tôi rất nhớ được nghe 1,2 bài hát của anh Tùng thôi thì tôi rất thích cái nỗi buồn trong điệu trưởng, buồn mà rất ấm cúng. Và anh ấy yêu rất đơn thuần và tình yêu của anh ấy bay lên trên trời, bay lên mây xanh... | ” |
| — Trần Tiến | |   |

## Tác phẩm
| - Cảm ơn mùa thu - Câu chuyện nhỏ của tôi - Cây đàn ghi-ta của Lorca - Cây sầu riêng trổ bông - Chim sơn ca - Chuyện tình của biển - Chuyện cổ Nghi Tàm - Cơn bão nghiêng đêm - Đếm lá ngoài sân - Đường về nhà em - Em và tôi | - Giờ ta biết yêu em - Giọt nắng bên thềm - Giọt sương trên mi mắt - Hát với chú ve con - Hoa cúc vàng - Hoa tím ngoài sân - Hoàng hôn màu lá - Lối cũ ta về - Lời tỏ tình của mùa xuân | - Mùa hạ và những chùm hoa nắng - Mưa ngâu - Một mình - Ngôi sao cô đơn - Phố biển - Tiếng hát mừng xuân - Tình không biên giới - Trái tim hoang vu - Trái tim không ngủ yên - Vĩnh biệt mùa hè - Vô tình - Một thoáng quê hương (với Từ Huy) |

## Buổi biểu diễn
- 7 tháng 5 năm 2016, Ngôi sao cô đơn tại Cung Văn hóa Lao động Hữu nghị Việt Xô, Hà Nội.[7]
- 27 và 28 tháng 3 năm 2021, Live in Concert Chuyện tình – Đêm nhạc Thanh Tùng & Trần Tiến tại Nhà hát Lớn Hà Nội.[8]
- 14 và 15 tháng 10 năm 2022, Live Concert Thanh Tùng – Bảo Chấn: Chuyện của mùa thu tại Cung Văn hóa Lao động Hữu nghị Việt Xô, Hà Nội.[9]
- 24 tháng 6 năm 2023, The Legend Concert 02 – Thanh Tùng tại The Global City, Thành phố Hồ Chí Minh.[10]
- 11 và 12 tháng 1 năm 2025, Thanh Tùng Legacy of Love – Classical Crossover Live Concert tại Nhà hát Hồ Gươm, Hà Nội.[11]